# Villar del Salz (kommunhuvudort)
Villar del Salz är en kommunhuvudort i Spanien.   Den ligger i provinsen Provincia de Teruel och regionen Aragonien, i den centrala delen av landet, 190 km öster om huvudstaden Madrid. Villar del Salz ligger 1 215 meter över havet och antalet invånare är 102.
Terrängen runt Villar del Salz är kuperad norrut, men söderut är den platt. Runt Villar del Salz är det mycket glesbefolkat, med 2 invånare per kvadratkilometer. Närmaste större samhälle är Monreal del Campo, 16,9 km nordost om Villar del Salz. Omgivningarna runt Villar del Salz är i huvudsak ett öppet busklandskap.